# Сабинас-Идальго
Сабинас-Идальго (исп. Sabinas Hidalgo, официальное наименование Ciudad Sabinas Hidalgo) — город и административный центр одноимённого муниципалитета в мексиканском штате Нуэво-Леон. Численность населения, по данным переписи 2010 года, составила 33 068 человек.

## История
Город был основан 25 июля 1693 года.